# Fire n Gold
Fire n Gold è un singolo della cantante statunitense Bea Miller, pubblicato il 28 aprile 2015 come secondo singolo estratto dal primo album in studio Not an Apology.
La canzone è stata scritta da Jarrad Rogers, Freddy Wexler e Nolan Sipe.

## Video musicale
Nell'estate del 2014 è stato pubblicato nel canale della cantante americana un lyric video da supporto. Il videoclip della canzone è stato filmato a Marzo 2015 e successivamente pubblicato nel canale Vevo della Miller il 20 maggio 2015. Il video è stato diretto da Black Coffee.

## Esibizioni dal vivo
Bea si è esibita con Fire n Gold il 12 Maggio 2015 al Today Show. Nell'estate del 2015, Bea è stata scelta da VEVO come artista emergente del mese, e ha pubblicato sul suo canale un'esibizione del singolo e di altri brani tratti dal suo album di debutto. La Miller ha promosso il singolo in varie stazioni radio statunitensi e canadesi, tra cui Radio Disney e 95.5 PLJ.

## Successo commerciale
La canzone ha raggiunto la Top 10 (Pop) di iTunes USA, ed è entrata nella Billboard Hot 100, posizione #78, e successivamente è stata certificata platino dalla RIAA, per aver venduto oltre 1 000 000 copie negli Stati Uniti.